# ハードコア (2015年の映画)
『ハードコア』（露: Хардкор; 英: Hardcore Henry）は、2015年に公開されたロシア連邦・アメリカ合衆国共同制作のSFアクション映画。監督・脚本はイリヤ・ナイシュラー。初の全編一人称視点で作られた映画である。

## 概要
監督のナイシュラーがフロントマンを務めるロシアのロックバンド「バイティング・エルボウズ」の楽曲のPVが話題となり、その映像を見たプロデューサーのティムール・ベクマンベトフの勧めにより、PVと同様の手法を用いて作成された。
2015年、トロント国際映画祭の「ミッドナイト・マッドネス」にてプレミア上映。観客賞を受賞した。2016年には全米約3000館で公開し、初登場5位を記録した。日本においてはカナザワ映画祭期間中の2016年9月24日にジャパンプレミア爆音上映が行われ、2017年4月1日に劇場公開された。
ほぼ全シーンが主人公・ヘンリーの主観視界として、スタントマンの頭部に固定されたGoPro Hero 3を用いて撮影されている。ヘンリー自身の姿は画面に映らない上に声帯を失っていて声も発しないため、主演男優・女優のクレジットはない。監督のナイシュラーもスタントマンを務めた。
テレビゲームのPAYDAY 2とコラボし、出演しているシャールト・コプリーがPAYDAY 2にジミー役としてプレイキャラクターとして出演した。

## ストーリー
近未来。主人公であるヘンリーはロシア高空に存する研究施設で目を覚ます。極度の重傷を負い、記憶を失っていた彼はエステルという自分の妻を名乗る女性によってサイボーグ手術が施され、切断された手足の修復などが行われていた。
失った声帯の修復が行われようとしていた矢先、研究所がエイカンという念力を扱える男と重武装した彼の部下たちによって襲撃され、ヘンリーはエステルと共に地上に脱出するも待ち構えていたエイカンの部下によってエステルは拉致され、自分は追われる身となる。
声帯を失っており、声すら出せず訳もわからない状況で彼はジミーという男に窮地を救われる。エイカンの部下の追撃によってジミーはすぐに死亡してしまうが直ぐに全く性格の違うジミーが現れ、ヘンリーをサポートする。
ジミーは過去にエイカンの元で働いていたがエイカンの手によって全身麻痺の後遺症が残るほどの重傷を負い、復讐のために自分のクローンを量産していたのだった。
ジミーの話でエイカンが死人をサイボーグに改造して量産することで世界を牛耳ろうと目論んでいたことを知ったヘンリーはジミーと協力し、エステルを奪回するためにエイカン一味に戦いを挑む。

## キャスト
※括弧内は日本語吹替
- ヘンリー - セルゲイ・ヴァルヤエフ、アンドレイ・デミエンティエフ（英語版）、イリヤ・ナイシュラー他
- ジミー - シャールト・コプリー（野島裕史）
- エイカン - ダニーラ・コズロフスキー（高橋広樹）
- エステル - ヘイリー・ベネット（中原麻衣）
- ヘンリーの父 - ティム・ロス（安原義人）
- スリック・ディミトリ - アンドレイ・デミエンティエフ
- カーチャ - ダーシャ・チャルーシャ（英語版）
- オルガ - スヴェトラーナ・ウスティノヴァ（英語版）
- ティモシー、傭兵 - イリヤ・ナイシュラー
- ロビー - ウィル・スチュワート
- ユーリ - オレグ・ポデュブニー